# Brenda MacGibbon
Kathryn Brenda MacGibbon-Taylor () é uma matemática, estatística e cientista de decisão canadense. Está aposentada como professora de matemática na Universidade do Quebec em Montreal onde mantém o título de professora adjunta, afiliada ao Grupo de Pesquisa em Análise de Decisão.

## Formação e carreira
MacGibbon começou sua carreira em matemática pura na Universidade McGill. Obteve um mestrado lá em 1966, trabalhando com Michael Herschorn em equações diferenciais, e completou um Ph.D. em 1970, com uma tese sobre topologia orientada por Donald Dawson.
Além de McGill e da Universidade do Quebec em Montreal, também foi afiliada ao Departamento de Ciências da Decisão e Sistemas de Informação Gerencial da Universidade Concórdia em Montreal, onde foi contratada em 1986. Em 1993 foi para a Universidade do Quebec em Montreal.

## Pesquisa
Embora a pesquisa de MacGibbon tenha coberto uma ampla gama de tópicos em estatística, incluindo aplicações de estatística no estudo da síndrome de tensão pré-menstrual, e o uso de sapatos inteligentes para monitorar a reabilitação de pacientes com fraturas de quadril, É particularmente conhecida por seu trabalho em estatística teórica sobre estimadores minimax com parâmetros restritos.

## Reconhecimento
MacGibbon tornou-se a primeira mulher a presidir o Comitê de Seleção de Subsídios para Ciências Estatísticas do Natural Sciences and Engineering Research Council, em 1993. É membro do Institute of Mathematical Statistics.